# Tomasz Borysiuk
Tomasz Borysiuk (ur. 24 sierpnia 1974 w Warszawie) – polski dziennikarz telewizyjny, członek Krajowej Rady Radiofonii i Telewizji od 2006 do 2010.

## Życiorys
Ukończył w 1998 studia prawnicze na Uniwersytecie w Białymstoku. Od 1996 do 1998 był zatrudniony w Klubie Parlamentarnym Sojuszu Lewicy Demokratycznej.
Od 1999 pracował w Telewizji Polskiej jako producent i wydawca programów Gość Jedynki (1999–2000, 2002–2004), NATO bez granic (1999–2000), Krakowskie Przedmieście. Był m.in. producentem Gościa Jedynki w 2000, w którym wywiad z Marianem Krzaklewskim przeprowadził Piotr Gembarowski, a który to program spotkał się z krytyką Rady Etyki Mediów jako nieobiektywny i nieprofesjonalny.
W styczniu 2006 został wybrany przez Sejm w skład Krajowej Rady Radiofonii i Telewizji, jako kandydat Samoobrony RP, poparty także przez Ligę Polskich Rodzin przy braku pozytywnej opinii ze strony Komisji Kultury i Środków Przekazu. W związku z nieprzyjęciem przez Sejm i Senat sprawozdania KRRiT za 2009, potwierdzonym przez tymczasowo wykonującego obowiązki prezydenta RP, jego kadencja zakończyła się w 2010.

## Życie prywatne
Jest synem historyka, politologa i byłego posła Bolesława Borysiuka.